# (7167) Laupheim
(7167) Laupheim (1985 TD3) – planetoida z pasa głównego asteroid okrążająca Słońce w ciągu 5,55 lat w średniej odległości 3,13 j.a. Odkryta 12 października 1985 roku.